# Крачкомер
Крачкомер (на английски: Pedometer) е устройство открито от Томас Джеферсън, което измерва броя на крачките, които човек е направил. Някои от тях могат да измерват също колко километра е изминал човек и колко калории е изгорил. Крачкомерът се носи обикновено на колана или на ластика на панталон. Установено е, че общият сбор от крачки, които е здравословно да се направят на ден, са 10 000 или общо от 5 до 8 километра, но се водят спорове за истинността на това твърдение.
Много от крачкомерите засичат движения, които не могат да се определят като ходене, а именно завързване на обувките, бързи движения на тялото и други, но са разработени и нови по-съвършени устройства, които игнорират тези движения.
Крачкомерът се ползва най-често от спортисти и хора, които си броят калориите.